# Edward Hastings (2e baron Hastings)
Edward Hastings (26 novembre 1466 - 8 novembre 1506) est un pair anglais.

## Biographie
Edward Hastings est né à Kirby Muxloe Castle, Leicestershire de William Hastings, 1er baron Hastings et Catherine Neville, la fille de Richard Neville (5e comte de Salisbury), et Alice Montagu, la fille de Thomas Montagu, 4e comte de Salisbury. Au moment du mariage, Katherine Neville est la veuve de William Bonville (6e baron Harington) (en) (1442-1460), décapité après la bataille de Wakefield, dont elle a une fille, Cecily. Edward Hastings a trois frères, William, Richard et George, et deux sœurs, Anne, qui épouse George Talbot (4e comte de Shrewsbury), et Elizabeth. Ses frères William et Richard sont vivants au moment où il fait son testament le 4 novembre 1506.
Edward Hastings est investi en tant que chevalier du bain en 1475 .
Il est grand intendant de l'honneur de Leicester en 1485. Il est connétable du château de Leicester en 1485. Il est grand forestier de Southwood en 1488. Il est nommé conseiller privé en 1504.

## Mariage et famille
Entre 1478 et 1480, il épouse Mary Hungerford (née vers 1468 – décédée avant le 10 juillet 1533), fille de Thomas Hungerford of Rowden et Anne Percy, fille de Henry Percy (2e comte de Northumberland), et d'Eleanor Neville. Edward Hastings et Mary Hungerford ont deux fils et une fille :
- George Hastings (1er comte de Huntingdon) (1486/7 - 24 mars 1544), qui épouse Anne Stafford, veuve de Walter Herbert, et fille de Henry Stafford (2e duc de Buckingham), et Catherine Woodville[7]
- William Hastings, qui est peut-être décédé avant son père, car il n'est pas mentionné dans son testament[3]
- Anne Hastings (1485 - enterrée le 17 novembre 1550), qui épouse Thomas Stanley (2e comte de Derby)[8]

Alors qu'il n'est encore qu'un jeune de 16 ans, son père William Hastings, 1er baron Hastings, encourt l'inimitié de Richard III, et le 13 juin 1483 est arrêté lors d'une réunion du conseil sur les ordres de Richard, et décapité sans procès, un événement dramatisé dans Richard III de Shakespeare.
Edward Hastings est décédé à l'âge de 39 ans le 8 novembre 1506 et aurait été enterré aux Blackfriars, à Londres. Le 1er mai 1509, sa veuve se remarie à Richard Sacheverell (mort le 14 avril 1534), mais n'a pas de descendants de sa part. Elle meurt avant le 10 juillet 1533 et est enterrée à Leicester.